# Armoriale delle famiglie italiane (Fam-Faz)
Questo è l'armoriale delle famiglie italiane il cui cognome inizia con le lettere che vanno da Fam a Faz.

## Armi

### Fam
| Stemma | Casato e blasonatura |
| ------ | --- |
|        | Fama (Messina) d'azzurro, alla donna vestita di rosso, le braccia e la faccia di carnagione, crinita di nero, tenente con ciascuna mano una tromba d'oro in fascia, in atto di accostarla alla bocca (citato in Mango) |
|        | Famareda (Catanzaro) D'azzurro alla torcia fiammeggiante d'oro sostenuta da due leoni affrontati dello stesso (citato in DAlena e in BLCL)                                                                             |

### Fan
| Stemma | Casato e blasonatura |
| ------ | --- |
|        | Fancelli (Firenze) Partito: nel 1º di..., allo scaglione di..., accompagnato in capo da un crescente montante di..., e in punta da tre stelle a otto punte di..., 1.2; nel 2º di..., allo scaglione di..., accompagnato da tre stelle a otto punte di..., 2.1 (citato in (9)) |
|        | Fancelli (Fifrenze) Di..., al ponte di due arcate intere e due mezze di..., fondato sulla riviera di..., e sostenente tre chiodi appuntati in ventaglio di... (citato in (9)) |
|        | Fancello (Sardegna) (la blasonatura non è ancora caricata) |
|        | Fanciaresi (Cesena) (la blasonatura non è stata ancora caricata) (citato in BLCW) Immagine in Blasone Cesenate. |
|        | Fanelli (Ancona, Iesi, Fermo, Firenze, Monterubbiano) inquartato: nel 1º e 4º di azzurro al lambello cucito di rosso di 4 pendenti con tre gigli d'oro posti fra di essi (concessione d'Angiò), con il capo di Malta, cioè di rosso alla croce d'argento; nel 2º e 3º di nero al leone d'oro e le zampe protese in atto di afferrare, linguato di rosso con la coda ripiegata in alto con la banda di rosso attraversante nel tutto. In cuore, d'oro, all'aquila bicipite nera, coronata (citato in (4) – Vol. III pag. 77) aquila bicipite di nero coronata su ambo le teste di oro su scudetto di oro su - lambello (4gocce) di rosso su 3 gigli di oro su azzurro - capo di Malta - banda di rosso su - leone rampante di oro su nero (citato in LEOM) Cimiero: un uccello (fanello) a colori Ornamenti: lo scudo è timbrato dall'elmo in maestà, con i lambrecchini a destra: in oro internamente e nero esternamente; a sinistra: in argento e rosso mescolati; cercine degli stessi colori sostenente la corona d'oro e il suddetto cimiero |
|        | Fanelli (Giovinazzo) d'azzurro alla fascia d'oro sostenente una colomba al naturale al volo spiegato, tenente nel becco un ramoscello d'ulivo, la fascia accompagnata da un monte di tre vette di verde uscente dalla punta dello scudo (citato in (4) – Vol. III pag. 79) fascia di oro su azzurro - colomba della pace al naturale sorante dalla fascia su azzurro - monte a 3 cime di verde uscente dalla punta su azzurro (citato in LEOM) |
|        | Fanelli (Perugia, Sarteano) d'azzurro a tre fanelli (uccelli) al naturale, due in capo e uno in punta (citato in (4) – Vol. III pag. 79) 3 uccelli fanelli al naturale posti 2 in alto affrontati e uno in punta su azzurro (citato in LEOM) (la blasonatura non è stata ancora caricata) (citato in BNDD) Immagine ne L'araldica sarteanese nei secoli. Cimiero: una fortuna tenente una vela piegata |
|        | Fanelli (Siena) D'azzurro, a tre uccelli posati d'oro (o al naturale), 2.1, i due affrontati (citato in (9)) |
|        | Fanfogna (Zara) Titoli: Nobiltà di Zara, Conte troncato di oro e di nero al leone dell'uno nell'altro, linguato di rosso e con la coda alzata (citato in (4) – Vol. III pag. 80) leone rampante troncato di nero e di oro su troncato di oro e di nero (citato in LEOM) Cimiero: l'aquila di nero, linguata di rosso con le ali spiegate |
|        | Fanghi (Firenze) Inquartato: nel 1º e 4º d'azzurro, alla stella a otto punte d'oro; nel 2º e 3º di rosso, al monte di tre cime d'argento (citato in (9)) alias Inquartato: nel 1º e 4º d'azzurro, alla stella a otto punte d'oro; nel 2º e 3º di rosso, al monte di tre cime d'azzurro (citato in (9)) (DE) Quadriert: In Feld 1 und 4 in Blau 1 achtstrahliger goldener Stern, in Feld 2 und 3 in Rot 1 schwebender blauer Dreiberg (citato in (20)) |
|        | Fani (Roma, Tuscania, Viterbo) d'azzurro alla fascia d'argento accompagnata in capo da un giglio ed in punta da una colonna troncata, il tutto dello stesso (citato in (4) – Vol. III pag. 80) fascia di argento su azzurro - giglio di argento in alto su azzurro - tronco di colonna di argento su azzurro in basso (citato in LEOM) Supporti: due leoni Motto: Jus me tegit |
|        | Fani (Roma) (la blasonatura non è stata ancora caricata) (Immagine nell' Archivio Storico Capitolino (PDF) (archiviato dall'url originale il 4 marzo 2016).) |
|        | Fantacci (Firenze) Di..., alla fascia diminuita di..., sormontata da tre stelle a otto punte di... ordinate in capo, e accompagnata da un monte di sei cime di... movente dalla punta (citato in (9)) |
|        | Fantaguzzi (Cesena) d'azzurro alla pianta al naturale nodrita sulla cima di tre monti d'oro, uscenti dalla punta dello scudo, e, su quella, poggiata una colomba d'argento, imbeccante un ramo di olivo di verde (citato in (4) – Vol. III pag. 81) albero al naturale nodrito su monte a 3 cime di oro uscente dalla punta cimato da - colomba della pace di argento tutto su azzurro (citato in LEOM) |
|        | Fantaguzzi (Cesena) (la blasonatura non è stata ancora caricata) (citato in BLCW) Immagine in Blasone Cesenate. |
|        | Fantaguzzi (Cesena) (la blasonatura non è stata ancora caricata) (citato in BLCW) Immagine in Blasone Cesenate. |
|        | Fantauzzi (Ravenna) d'argento, all'elefante di nero difeso d'argento cinghiato e gualdrappato d'oro caricato di una torre di nero aperta d'oro (citato in (2) – pag. 170) |
|        | Fanti (Firenze) Di..., alla sbarra di..., caricata di tre gigli di... (citato in (9)) |
|        | Fantin o Fantin des Odoards o Fanti la Ribière o Fantin la Tour o Fantin de la Combe (Briançon, Val Susa) Di rosso, al leone d'oro, con il capo d'azzurro, carico di tre stelle d'argento alias D'azzurro, allo scaglione d'oro, accompagnato da tre stelle d'argento (citato in (11)) |
|        | Fantini d'argento alla punta d'azzurro (vedi blasonatura dello stemma della famiglia Agostini Fantini Venerosi della Seta) |
|        | Fantini (Padova) Titoli: Nobile, Marchese di azzurro alla fascia d'oro carica di una rosa d'argento cucita, accompagnata da due teste di elefante di argento l'inferiore rivoltata (citato in (4) – Vol. III pag. 82) rosa di argento su fascia di oro su azzurro - 2 teste di elefante di argento poste in palo quella inferiore rivolta su azzurro (citato in LEOM) |
|        | Fantini (Firenze) Bandato d'argento e d'azzurro; con il capo del primo caricato di tre rose del secondo alias D'argento, a tre bande d'azzurro; con il capo del campo, caricato di tre rose d'azzurro (citato in (9)) |
|        | Fantini (Pisa) Troncato in scaglione d'argento e d'azzurro (citato in (9)) |
|        | Fantini (Pinerolo) Titolo: signori di Baldissero; consignori di Buriasco Bandato d'oro e di rosso (citato in (11)) |
|        | Fantini (Toscana) inquartato in decusse d'oro e d'azzurro (DE) Gold-blau schräggeviert (citato in (20)) |
|        | Fantini o Fantini del Nicchio (Toscana) (DE) Silber-silber geteilt: Oben 1 wachsender blauer Adler, unten 3 blaue Rautenbalken (citato in (20)) |
|        | Fantini o Fantini da Tredozio (Toscana) (DE) In Silber 1 widersehender rotkehliger und rotbekammter schwarzer Hahn mit goldenen Beinen und goldenem Schnabel, 1 natürlichen grünen Boden besetzend (citato in (20)) |
|        | Fantini (Cesena) (la blasonatura non è stata ancora caricata) (citato in BLCW) Immagine in Blasone Cesenate. |
|        | Fantini da Tredozio (Firenze) D'argento, al gallo ardito al naturale, posato sulla campagna di verde (citato in (9)) |
|        | Fantini del Nicchio (Firenze) Troncato: nel 1º d'argento, all'aquila dal volo spiegato d'azzurro; nel 2º losangato dei due smalti alias Losangato d'argento e d'azzurro; con il capo d'argento caricato di un'aquila nascente dal volo spiegato d'azzurro (citato in (9)) |
|        | Fantino o Fantini (Roccavione) Di rosso, a tre bande scaccate d'oro e di nero, con il capo d'oro, carico di tre steche (= pali?) di rosso (citato in (11)) di rosso con tre bande scaccheggiate d'oro, e di nero, ed il capo d'oro caricato di tre stelle di rosso (citato in (19)) Cimiero: un genietto stante nudo di carnagione sostenente con le mani due bisantini d'oro Motto: Infantiae fortitudo |
|        | Fantoni (Varallo, Torino, Biella, Andorno) Titolo: conti di Baio; consignori di Ceretto, Montecavallo, Quaregna, Valdengo, Vigliano d'azzurro, al leone d'oro, tenente una lancia d'argento, banderuolata dello stesso (citato in (4) – Vol. III pag. 83 e in (11)) leone rampante di oro tenente tra le zampe anteriori una lancia di argento posta in palo banderuolata dello stesso su azzurro (citato in LEOM) Cimiero: il leone del campo, nascente Motto: Non nobis Domine sed nomini tuo da gloriam |
|        | Fantoni (Biella, Torino) Titolo: conti; nobili dei signori di Vigliano, Valdengo, Montecavallo D'azzurro, al leone d'oro tenente con le branche anteriori una lancia d'argento in palo, banderuolata bifida dello stesso, ondeggiante verso sinistra Motto: Non nobis Domine sed nomini tuo da gloriam (citato in (11)) |
|        | Fantoni (Torino) Titolo: conti partito: al 1º d'azzurro a 5 fasce d'oro; al 2º d'argento al leone, al naturale, tenente una banderuola d'azzurro, crociata d'oro (citato in (4) – Vol. III pag. 83 e in (11)) 5 fasce di oro su azzurro - leone rampante al naturale tenente tra le zampe anteriori una bandiera di azzurro crociata di oro su argento (citato in LEOM) Motto: Industria et labore |
|        | Fantoni (Torino) Titolo: consignori di Mombello Troncato d'azzurro e d'oro, al leone dell'uno nell'altro, con il capo d'argento, carico di due banderuole di rosso (decussate?) (citato in (11)) |
|        | Fantoni (Firenze) di rosso a due spade nude con la punta in basso, poste in croce di S. Andrea, manicate d'oro e passanti per una corona all'antica dello stesso (citato in (4) – Vol. III pag. 84) 2 spade incrociate punte al basso di argento manicate di oro conficcate in una corona di oro all'antica su rosso (citato in LEOM) |
|        | Fantoni (Piacenza) di azzurro alla banda d'argento caricata di tre rose di rosso (citato in (4) – Vol. III pag. 84) 3 rose di rosso su banda di argento su azzurro (citato in LEOM) |
|        | Fantoni (Firenze, Pisa) D'argento, all'albero sradicato al naturale, e alla banda diminuita attraversante di rosso alias D'argento, all'albero al naturale nodrito su un monte di tre cime d'oro, e alla banda diminuita attraversante di rosso alias D'argento, all'albero al naturale nodrito su un monte di sei cime d'oro, e alla banda diminuita attraversante di rosso alias D'argento, all'albero al naturale nodrito su un monte di tre cime d'oro, e alla banda diminuita attraversante di rosso, la chioma dell'albero caricata dello scudetto di Francia alias D'argento, all'albero al naturale nodrito su un monte di sei cime d'oro, e alla banda diminuita attraversante di rosso, la chioma dell'albero caricata dello scudetto di Francia (citato in (9)) |
|        | Fantoni (Pistoia) Partito: nel 1º di vaio; nel 2º trinciato d'argento e di rosso, all'albero sradicato attraversante di verde (citato in (9)) |
|        | Fantoni (Toscana) d'argento, alla banda di nero accompagnata da due torte dello stesso (DE) In Silber 1 schwarzer Schrägbalken, beidseitig begleitet von je 1 schwarzen Scheibe (citato in (20)) |
|        | Fantoni Angioletti (Toscana) (DE) In Gold 4 anstoßende blaue Ketten, schragenweise gelegt und durch 1 blauen Ring verbunden (citato in (20)) |
|        | Fantoni del Lion d'Oro (Firenze) Di..., al leone di..., ascendente una scala a pioli poggiata a destra di... (citato in (9)) |
|        | Fantoni della Corona (Firenze, Pistoia) D'azzurro, a due spade basse d'argento guarnite d'oro, decussate e infilate in una corona radiata dello stesso alias Di rosso, a due spade basse d'argento guarnite d'oro, decussate e infilate in una corona radiata dello stesso (citato in (9)) |
|        | Fantoni Angiolotti (Firenze) D'oro, a quattro catene di rosso moventi dai quattro angoli dello scudo, e riunite in cuore per un anello dello stesso alias D'oro, a quattro catene di rosso moventi dai quattro angoli dello scudo, e riunite in cuore per un anello dello stesso, le catene accantonate da quattro stelle a otto punte di rosso alias D'oro, a quattro catene di rosso moventi dai quattro angoli dello scudo, e riunite in cuore per un anello dello stesso, con una stella a otto punte di rosso, posta nel capo (citato in (9)) |
|        | Fantoni Ricci (Siena) D'oro, a tre ricci passanti di nero, 2.1 (citato in (9)) |
|        | Fantozzi (Pescia) Di..., a tre alberi di pino di..., nodriti sulle tre cime di un monte di..., il pino mediano attraversato al tronco da un cappello di... (citato in (9)) |
|        | Fantozzi (Siena) Di rosso, alla banda d'argento, accompagnata da due conchiglie dello stesso, una nel cantone sinistro del capo e una nel cantone destro della punta (citato in (9)) |
|        | Fantucci (Firenze) Di..., all'elefante di..., gualdrappato di..., sostenente una torre di... (citato in (9)) |
|        | Fantuzzi (Viterbo) d'argento all'elefante di nero con gualdrappa d'oro, sostenente una torre di nero, torricellata di tre pezzi (citato in (4) – Vol. III pag. 84) elefante fermo di nero con gualdrappa di oro sostenente una torre di nero su argento (citato in LEOM) |
|        | Fantuzzi (Roma) (la blasonatura non è stata ancora caricata) (Immagine nell' Archivio Storico Capitolino (PDF).) |
|        | Fantuzzi (Bologna) d'argento, all'elefante di nero dentato del campo, cinghiato e gualdrappato d'oro, caricato di una torre di nero, aperta d'oro (citato in (5) – pag. 116, in (6) - pag. 297 e in DAlena) |
|        | Fantuzzi (Ravenna) (la blasonatura non è stata ancora caricata) (citato in DAlena) |
|        | Fantuzzi (Toscana) (DE) In Blau 1 goldener Balken, oben besetzt mit 1 silbernen Schnecke (citato in (20)) |
|        | Fantuzzi (Cesena) (la blasonatura non è stata ancora caricata) (citato in BLCW) Immagine in Blasone Cesenate. |
|        | Fanucci (Pisa) Bandato di sei pezzi di... e di..., al capo di... caricato di una stella a sei punte di... (citato in (9)) |
|        | Fanucci d'Appiano (Pisa) Di rosso, alla banda scaccata di tre file d'argento e di nero, accompagnata nel cantone sinistro del capo da un castello turrito di un pezzo d'argento (citato in (9)) |
|        | Fanzago (Bassano)Titolo: Nobile di azzurro alla torre quadra di mattoni, fondata sulla pianura ed accostata alle fondamenta di due arbusti il tutto al naturale, con la bordura composta di rosso e d'argento (citato in (4) – Vol. III pag. 85) torre a 3 palchi al naturale uscente da terrazzo di verde affiancata da - 2 arbusti al naturale su azzurro - bordura composta di rosso e di argento (citato in LEOM) alias grembiato di rosso e d'argento; al cuore: d'azzurro, alla torre rotonda d'argento (citato in (4) – Vol. III pag. 85) torretta di argento rotonda su scudetto di azzurro su - grembiato in croce di Sant'Andrea di rosso e di argento (citato in LEOM) |
|        | Fanzago degli Aliprandi (Milano, Clusone e Padova) Grembiato di otto pezzi di rosso e d'argento, caricato in cuore da uno scudetto rotondo d'azzurro, alla torre d'argento, merlata alla guelfa, aperta e finestrata di nero. |

### Fap
| Stemma | Casato e blasonatura |
| ------ | --- |
|        | Fapoco o Fapoc (Vigone) Titolo: consignori di Altessano Inferiore D'oro, alla fascia di rosso, accompagnata in capo da un leone nascente, di nero, in punta da tre bande d'azzurro Motto: Sedulitate et fide (citato in (11)) |

### Faq
| Stemma | Casato e blasonatura                                                                                         |
| ------ | --- |
|        | Fa Qua Lume (Siena) D'azzurro, alla fascia d'oro, accompagnata da tre rose dello stesso, 2.1 (citato in (9)) |

### Far
| Stemma | Casato e blasonatura |
| ------ | --- |
| alias  | Farace o Faraci (Messina, Palermo) Titolo: nobile dei baroni del Prato troncato: nel 1º d'azzurro, alla colomba di argento ferma e guardante il sole d'oro, orizzontale a destra; nel 2º d'oro, a tre pini sradicati di verde, ordinati in fascia (citato in (4) – Vol. III pag. 85, in (12) e in Mango) diviso, nel 1° d'azzurro, con una colomba d'argento, mirante un sole orizzontale a destra; nel 2° d'oro con tre alberi di pino al naturale (citato in (17)) colomba di argento ferma sulla troncatura su azzurro mirante sole raggiante di oro uscente dal canton sinistro del capo - 3 alberi di pino sradicati di verde posti in fascia su oro (citato in LEOM) alias troncato di oro e di azzurro alla fascia di nero attraversante, sostenente un uccello al naturale (citato in (4) – Vol. III pag. 85, in (12) e in Mango) Notizie storiche in Famiglie nobili di Sicilia.                 |
|        | Farace (Roma, Napoli, Capri) Titolo: marchese, barone, nobile dei marchesi troncato: nel 1º di azzurro alla colomba di argento fissante un sole d'oro uscente dal cantone destro del capo; nel 2º d'oro al pino al naturale nodrito sulla campagna di verde (citato in (4) – Vol. III pag. 86 e in (12)) colomba di argento ferma sulla troncatura su azzurro mirante sole raggiante di oro uscente dal canton sinistro del capo - albero di pino nodrito su terrazza tutto al naturale su oro (citato in LEOM) |
|        | Farace (Roma, Napoli) colomba di argento sorante sulla troncatura mirante stella (6 raggi) di oro in alto a sinistra su azzurro -albero di pino al naturale su terrazzo di verde su oro (citato in LEOM) |
|        | Farace o Faraci fascia di nero su troncato di oro e di azzurro - uccello al naturale fermo sulla fascia su oro (citato in LEOM) |
|        | Faraggiana (Torino, Albissola Marina, Pegli, Sarzana, Castellazzo Novarese, Genova) Titolo: nobili d'azzurro, alla torre d'argento, di due palchi, merlati alla guelfa, fondata sopra la pianura erbosa, sostenuta da due leoncini d'oro, linguati di rosso, affrontati e controrampanti; con la fenice sulla sua immortalità, al naturale, uscente dalla sommità della torre (citato in (4) – Vol. III pag. 86 e in (11)) torre a 2 palchi di argento merlati alla guelfa cimata da una - fenice al naturale sulla sua immortalità di rosso fondata su terrazza di verde su azzurro - 2 leoni controrampanti di oro ai lati su azzurro (citato in LEOM) |
|        | Faraone (Messina) d'azzurro, al drago d'oro (citato in Mango e in (17)) Notizie storiche in Famiglie nobili di Sicilia. |
|        | Faraon (Venezia) (FR) Tranché d'or sur gueules, chaque compartiment ch. d'un F antique de sable. (citato in JB Rietstap (archiviato dall'url originale il 15 gennaio 2016).) |
|        | Farattini Poiani (Amelia) inquartato in croce di S. Andrea, di rosso e d'oro a 12 spighe di fatto al naturale, disposte in cerchi moventi dal centro dello scudo (citato in (4) – Vol. III pag. 87) |
|        | Farattini Poiani (Amelia) inquartato in croce di Sant'Andrea di oro e di rosso ogni quarto caricato di 3 spighe di farro al naturale legate di argento tutti i gambi rivolti al centro (citato in LEOM) |
|        | Faraudi (Nizza Marittima) Titolo: baroni di Castelnuovo d'azzurro, al covone, accompagnato, nel punto destro del capo, dal sole, il tutto d'oro (citato in (4) – Vol. III pag. 88) covone (fascio) di spighe di oro su azzurro - sole raggiante di oro nel canton sinistro del capo su azzurro (citato in LEOM) Motto: Loquere Domine |
|        | Faraudi o Ferraud o Feraud (Cuneo) Titolo: baroni di Villy D'azzurro, all'Ercole con la clava, passante nella pianura erbosa, al naturale Motto: Fortes creantes fortibus (citato in (11)) |
|        | Faraudi o Faraud (Villafranca di Nizza) Titolo: signori di S.ta Margherita del Poggetto D'oro, alla fiamma di rosso (citato in (11)) |
|        | Faraudi o Feraudi o Faraut (Poggetto di Nizza) Titolo: signori di S. Margherita del Poggetto Fasciato d'oro e di rosso alias Fasciato d'oro e di rosso, la prima fascia d'oro carica di una stella d'azzurro, con il decusse di rosso, attraversante (citato in (11)) |
|        | Farcito d'azzurro al covone di spighe di farro, d'oro, legato di rosso, sormontato da tre stelle, pure d'oro, ordinate in fascia (citato in (4) – Vol. III pag. 88) |
|        | Farcito e Farcito de Vinea (Torino) Titolo: conti partito: al 1º d'azzurro al covone di spighe di farro, d'oro, legato di rosso, sormontato da tre stelle, pure d'oro, ordinate in fascia (Farcito); al 2º d'argento, a due tralci di vite, nodriti nella pianura erbosa, accollati da un palo, piantato nella medesima, ciascuno fruttato di due pezzi, il tutto al naturale; col capo d'oro, carico di un'aquila coronata, di nero (De Vinea) (citato in (4) – Vol. III pag. 88) covone (fascio) di spighe di farro di oro legate di rosso su azzurro - 3 stelle (5 raggi) di oro poste in fascia in alto su azzurro - 2 tralci di vite al naturale fruttati di 2 pezzi ciascuno nodriti nella pianura erbosa intrecciati a un palo di argento su argento - aquila coronata di nero su oro in capo (citato in LEOM) Cimiero: l'aquila di nero, coronata ed armata d'oro, sorante Motto: Ad sidera velox |
|        | Fardella (Trapani, Palermo, Roma) Titolo: signore di Panagia, Baccarati; barone di Fondaco della Ripa, Moxharta, Arcodaci; conte; marchese di S. Lorenzo, Torrearsa; duca di Comia; principe di Paceco di rosso, a tre fasce in divisa e convesse di argento (citato in (4) – Vol. III pag. 88, in Mango e in (17)) di rosso, con tre fasce d'argento (citato in (17)) 3 fasce concave di argento su rosso (citato in LEOM) Corona di marchese Cimiero: una torre fiammeggiante al naturale Motto: Donec in cineres Notizie storiche in Famiglie nobili di Sicilia. Ulteriori notizie storiche in Famiglie nobili di Sicilia. |
|        | Farfengo (Cremona) inquartato d'oro e d'azzurro (citato in BLCR) Immagine in Blasonario Cremonese (archiviato dall'url originale il 22 aprile 2017). |
|        | Farfoglia (Trieste) Titolo: Barone partito, nel 1º d'oro alla sbarra di nero carica del fascio littorio con scure d'oro e legato di rosso; nel 2º troncato: a) di rosso al falco al naturale, poggiato sulla campagna di verde, b) d'azzurro alla mezzaluna, dal cui centro sorge una croce latina d'argento (citato in (4) – Vol. III pag. 91) fascio littorio di argento legato di rosso ad una scure di oro su sbarra di nero su oro - falco (uccello) al naturale fermo sulla terrazza di verde su rosso - luna montante da cui esce una croce latina tutto di argento su azzurro (citato in LEOM) Cimiero: una donna di carnagione coi capelli biondi e con gli occhi bendati, vestita d'argento con sopravveste di rosso, tenente nella mano destra una bilancia in bilico d'oro e col braccio sinistro in giù Sostegni: due aquile di nero, linguate di rosso                                      |
|        | Farfusola (Verona) banda trinciata di oro e di azzurro su - 4 fasce ondate di nero su oro (citato in LEOM) |
|        | Fari (Chieri) D'azzurro, a due bande d'argento (citato in (11)) |
|        | Farina (Pescara) d'azzurro al giglio di giardino fiorito di 6 pezzi nodrito sulla cima d'un monte di tre vette verdeggiante, il tutto al naturale, ed esso giglio accostato da sei stelle di oro di 6, tre per lato e poste l'una sull'altra (citato in (4) – Vol. III pag. 91) D'azzurro al giglio di giardino al naturale, fiorito di sei pezzi, tre per parte, nodrito sulla vetta più alta fra le tre di un colle al naturale verdeggiante; detto giglio accostato di sei stelle a sei raggi d'oro ordinate in palo tre e tre nei fianchi dello scudo (citato in DAlena) giglio di giardino fiorito di 6 pezzi sul centrale di 3 monti al naturale uscenti dalla punta su azzurro affiancato da - 6 stelle (6 raggi) di oro poste in doppio palo su azzurro (citato in LEOM) |
|        | Farina (Torino, Rivarolo Canavese) Titolo: nobili di rosso, al palo d'argento, ondato, accostato da due sacchi di farina, al naturale; col capo di oro, carico di un'aquila di nero (citato in (4) – Vol. III pag. 92 e in (11)) palo ondato di argento su rosso affiancato da - 2 sacchi di argento uscenti dalla punta su rosso - aquila di nero su oro in capo (citato in LEOM) Motto: Alphiton mielos andron |
|        | Farina (Alessandria) Fasciato di rosso e d'argento (citato in (11)) |
|        | Farina (Valenza, Cuneo) Inquartato, al 1° e 4° di rosso, alla stella d'oro; al 2° e 3° d'argento, a tre bande di nero, ondate (citato in (11) e in (19)) Cimiero: una giovane Motto: Modus in rebus |
|        | Farina (Cremona) di... a tre fasce di... sormontate da una testa di toro posta in maestà (citato in BLCR) |
|        | Farini (Ravenna, Torino) di rosso al leone d'oro accompagnato in capo da tre gigli fra quattro pendenti di un lambello, il tutto di oro (citato in (4) – Vol. III pag. 92) leone rampante di oro su rosso sormontato da - lambello (4gocce) di oro su - 3 gigli dello stesso su rosso (citato in LEOM) |
|        | Farini (Roma) d'azzurro al leone (d'oro) armato e linguato di rosso, al capo d'argento caricato di tre gigli d'azzurro ordinati in fascia (citato in (4) – Vol. III pag. 93) leone rampante di oro su azzurro - 3 gigli di azzurro posti in fascia su argento in capo (citato in LEOM) |
|        | Farini (Firenze) D'azzurro, al leone d'oro; con il capo d'argento caricato di tre gigli del campo (citato in (9)) |
|        | Farini o Farini della Scala (Toscana) (DE) In Silber 3 naturfarbene Zypressen pfahlweise, überdeckt von 1 roten Schräglinksbalken und unten begleitet von 1 goldenen Sechsberg (citato in (20)) |
|        | Farinola (Pisa, Livorno, Firenze) Troncato: nel 1º d'azzurro, all'aquila dal volo spiegato di nero; nel 2º di rosso, al leone d'oro, tenente una spada d'argento, guarnita d'oro alias Troncato: nel 1º d'azzurro, all'aquila dal volo spiegato di nero; nel 2º di rosso, al leone d'oro, tenente una spada bassa d'argento, guarnita d'oro alias Di rosso, al leone d'oro, tenente una spada d'argento, guarnita d'oro; con il capo d'azzurro, caricato dell'aquila dal volo spiegato di nero (citato in (9)) |
|        | Farlatti (San Daniele, Preblau (Carinzia)) Titolo: Nobile partito, al 1º di azzurro al grappino di tre marre gomenato al naturale; al 2º troncato, sopra di rosso a sette stelle d'oro, 3, 4, sotto di nero al giglio di giardino a destra, ed una rotella a sinistra, il tutto d'argento (citato in (4) – Vol. III pag. 93) ancora a 3 marre al naturale gomenata di argento su azzurro - 7 stelle (5 raggi) di oro poste in doppia fascia 3,4 su rosso - giglio di giardino a sinistra - rotella a destra tutto di argento su nero (citato in LEOM) Motto: Ut non confundar |
|        | Farnese (Roma e Parma) Titolo: marchesi di Novara d'oro, a sei gigli d'azzurro, 3, 2 e 1 (FR) d'or à six fleurs de lys d'azur posés 3, 2 et 1 (EN) gold, six fleurs de lis Azur set 3, 2 and 1 (PT) de ouro, seis flores de lis de Azul colocadas 3, 2 e 1 (citato in CROL – pag. 318 e in (11)) |
|        | Farnese inquartato: nel 1º e 4º d'oro, a sei gigli d'azzurro 3.2.1.; nel 2º e 3º partito, di rosso, alla fascia d'argento e bandato d'oro e d'azzurro, alla bordura di rosso; l'inquartatura divisa da un palo di rosso, al gonfalone papale caricato delle due chiavi decussate, una d'oro, l'altra d'argento, legate d'azzurro. Sopra il tutto lo scudetto d'argento, con cinque scudetti d'azzurro, posti in croce, caricati di cinque bisanti d'argento marcati di un punto di nero, e alla bordura di rosso, caricata di sette castelli d'oro (citato in (5) – pag. 161 e in DAlena) |
|        | Farnesi (Cesena) (la blasonatura non è stata ancora caricata) (citato in BLCW) Immagine in Blasone Cesenate. |
|        | Farniani d'azzurro, a cinque trangle ondate d'argento, col capo dell'Impero (citato in (5) – pag. 166) |
|        | Farniani (Cesena) (la blasonatura non è stata ancora caricata) (citato in BLCW) Immagine in Blasone Cesenate. |
|        | Farolfi (Firenze) D'argento, a tre bandiere di rosso, astate di verde e impugnate d'azzurro alias D'oro, a due bandiere decussate d'azzurro, astate al naturale (citato in (9)) |
|        | Farolfi o Farolfi Arrigus (Toscana) (DE) In Silber 3 rote Fahnen, garbenweise gestellt und verbunden durch 2 blaue Bänder (citato in (20)) |
|        | Farolfi (Asolo) Troncato alla fascia di rosso sull partizione; nel primo d'azzurro alle tre spighe d'oro; nel 2° d'azzurro allo scaglione d'oro alias di rosso allo scaglione d'argento col capo d'azzurro caricato di tre spighe d'oro (citato in DAlena) |
|        | Farra (Thiene) D'azzurro allo scaglione [...] di rosso e d'argento, accompagnato in capo da tre stelle (6) d'oro, poste scaglionate, e in punta da una pianticella d'oro, a tre foglie, [...]. Riproduzione dello stemma dell'arciprete Gregorio Farra, in BeWeb, su beweb.chiesacattolica.it. |
|        | Farrattini (Amelia, Terni) (la blasonatura non è stata ancora caricata) (Immagine nella Raccolta stemmi Topoguz.) |
|        | Farris (Villasor) rupe al naturale uscente dalla partizione sormontata da - 5 stelle (5 raggi) di oro poste in croce di Sant'Andrea su azzurro - cespuglio uscente dalla partizione bagnato di rugiada tutto al naturale su campo di argento arrossato in alto - 6 bande di oro su rosso (citato in LEOM) |
|        | Farsetti (Massa) troncato d'azzurro e di rosso, al crescente volto d'argento nel 1º, e due dardi impennati d'oro, decussati, e con le punte all'ingiù nel 2º (citato in (5) – pag. 136) |
|        | Farsetti (Massa) Troncato: nel 1º d'azzurro, al crescente volto d'argento; nel 2º di..., al riccio passante di... (citato in (9)) |
|        | Farsetti (Cesena) (la blasonatura non è stata ancora caricata) (citato in BLCW) Immagine in Blasone Cesenate. |
|        | Farsi o Farsi dell'Unicorno (Firenze) D'azzurro, alla foglia di sega in banda d'argento, accompagnata da due stelle a otto punte d'oro, 1.1 (citato in (9)) alias D'azzurro, alla foglia di sega in banda d'argento, accompagnata da tre stelle a otto punte d'oro, 2.1 (citato in (9)) (DE) In Blau 1 unten gezähnter silberner Schrägbalken, begleitet oben von 2, unten von 1 achtstrahligen goldenen Stern (citato in (20)) |

### Fas
| Stemma | Casato e blasonatura |
| ------ | --- |
|        | Fasana (Sicilia) d'azzurro, al fagiano al naturale (citato in (2) – pag. 245 e in DAlena) |
|        | Fasanella (Messina) d'azzurro, al fagiano fermo d'argento (citato in (2) – pag. 245 e in DAlena) |
|        | Fasanella (Napoletano) (la blasonatura non è stata ancora caricata) (citato in (14)) |
|        | Fasani (Brescia) troncato, semi-partito, … nel 2° di rosso al tronco d'oro posto in banda sormontato da un fagiano al naturale (citato in (2) – pag. 245 e in DAlena) |
|        | Fasani (Garessio) D'azzurro, alla banda d'argento, accompagnata da due stelle dello stesso, con il capo d'oro, carico di un'aquila di nero, coronata di rosso (citato in (11)) |
|        | Fasanini (Bologna) d'azzurro, al fagiano al naturale sulla pianura erbosa, al capo d'Angiò (citato in (2) – pag. 245 e in DAlena) |
|        | Fasanino (Sostegno) Partito, di rosso e di azzurro, a tre sbarre di rosso, cucite, ciascuna carica di un leoncino d'azzurro cucito alias Partito, di rosso e di azzurro, a tre bande di rosso, cucite, ciascuna carica di un leoncino d'azzurro cucito (citato in (11)) |
|        | Fasanino (Sostegno) D'argento, al ramo di verde, sostenente un fagiano al naturale (citato in (11)) |
|        | Fasano (Napoli) d'azzurro, al fagiano al naturale posto sulla cima di un monte avente in testa una corona comitale sormontato da 3 stelle d'oro (citato in (2) – pag. 245 e in DAlena) |
|        | Fasano (Solfora, Sicilia) Titolo: nobili d'azzurro al fagiano, coronato d'oro, fermo del suo colore su di un monte di verde, di tre stelle d'oro in fascia (citato in (12)) |
|        | Fascilla (Napoletano) (la blasonatura non è stata ancora caricata) (citato in (14)) |
|        | Fascio o Fassio o De Fasiis (Revignano) Titolo: baroni Il sole, tre stelle in fascia e due leoni rampanti su di un vaso (citato in (11)) |
|        | Fasciotti (Torino, Cuneo, Villanova Mondovì) Titolo: barone d'argento, a tre stelle d'azzurro, male ordinate, coll'aquila coronata, di nero, in abisso, il tutto accompagnato da due rosai, al naturale, fioriti di un pezzo, nodriti sulla campagna, che è di rosso, a tre bande d'argento, ripiene d'azzurro Ornamenti (di concessione): svolazzi d'argento, di rosso e di verde (citato in (4) – Vol. III pag. 94) aquila coronata di nero sormontata da - 3 stelle (5 raggi) di azzurro poste 1,2 su argento - 2 rose di rosso stelate e fogliate di verde uscenti da - campagna di rosso caricata di 3 bande di azzurro bordate di argento (citato in LEOM) alias D'argento, a tre stelle d'azzurro 2, 1, con l'aquila coronata, di nero, in abisso, il tutto accompagnato da due rosai, al naturale, fioriti di un pezzo, nutriti sulla partizione della campagna che è di rosso, a tre bande d'argento, ripiene di azzurro (citato in (11) e in (19)) |
|        | Fasola (Novara) d'azzurro, al cipresso nodrito nella pianura erbosa, al naturale, il tronco accollato da una pianta di fagiuolo, d'oro, e sinistrato a un leoncino fissante un sole orizzontale destro, il tutto d'oro (citato in (4) – Vol. III pag. 95) albero di cipresso nodrito su pianura erbosa al naturale il tronco accollato da una pianta di fagiolo di oro su azzurro - leone rampante di oro a destra - sole raggiante di oro nel canton sinistro del capo su azzurro (citato in LEOM) |
|        | Fasola (Maggiora, Novara) Titolo: nobili D'azzurro, al pino nudrito nella pianura erbosa, al naturale, il tronco accollato da una pianta di fagiolo, d'oro, e sinistrato da un leoncino fissante un sole orizzontale destro, il tutto d'oro (citato in (11)) |
|        | Fasola (Vercellese ?) D'argento, al ramo fogliato, di verde, posto in sbarra, sul tutto una banda di rosso, con il capo di [...] (citato in (11)) |
|        | Fasolis (Bra) D'oro, alla pianta di fagiolo, fogliata e fruttata al naturale, con il capo d'azzurro, carico di tre stelle d'oro (ordinate in fascia) (citato in (11)) |
|        | Fassati o Facerii (Casale) Titolo: marchesi di Balzola, Coniolo; signori di Salabue; consignori di Torcello, Villanova Monferrato Di rosso, alla banda accostata da due triangoli, il tutto d'argento, con il capo d'oro, carico di un'aquila, di nero alias Di rosso, alla banda accostata da due lame di falce, la inferiore rivoltata, il tutto d'argento, con il capo d'oro, carico di un'aquila, di nero alias Inquartato, al 1° e 4° di Fassati, al 2° e 3° partito, di rosso, a tre ruote d'argento, e d'azzurro, sparso di stelle d'oro Motto: Per non fallir - Non otio sed labore (citato in (11)) |
|        | Fassati (Roma, Passirano (Brescia)) di rosso, alla banda accostata da due lame di falce, la inferiore rivoltata, il tutto d'argento; col capo d'oro, carico di un'aquila di nero (citato in (4) – Vol. III pag. 95) banda di argento su rosso accompagnata da - 2 lame di falce affrontate nel senso della banda di argento su rosso - aquila di nero su oro in capo (citato in LEOM) Cimiero: aquila di nero, nascente tenente col rostro un compasso d'oro e fissante un sole dello stesso, posto a destra Motto: Per non fallir |
|        | Fassati (Ovada) Troncato: nel 1° d'oro, all'aquila col volo abbassato coronata di nero; nel 2° d'azzurro, alla banda d'argento, accompagnata da due lame di falce d'oro (citato in (30)) |
|        | Fassetti o Fassetto (Alba) D'argento, a tre pali di rosso, con il capo d'azzurro, carico di un uccello (fagiano?) d'argento (citato in (11)) |
|        | Fassini Camossi (Torino) di nero, a tre teste umane, di carnagione, bendate d'argento; col capo d'oro carico di un'aquila di nero (citato in (4) – Vol. III pag. 96) |
|        | Fassini Camossi (Moncalvo, Torino, Milano) Titolo: baroni Di nero, a tre teste umane di carnagione, bendate d'argento e poste in fascia, con il capo d'oro, carico di un'aquila di nero (citato in (11)) 3 teste umane di profilo di carnagione attorcigliate di argento poste in fascia su nero - aquila di nero su oro in capo (citato in LEOM) alias Troncato, al 1° d'oro, all'aquila coronata di nero, al 2° d'azzurro, a tre teste di moro al naturale, attorcigliate d'argento, 2, 1 (citato in (11)) aquila coronata di nero su oro - 3 teste di moro al naturale attorcigliate di argento di profilo su azzurro poste 2,1 (citato in LEOM) Motto: Ostende nobis faciem tuam |

### Fat
| Stemma | Casato e blasonatura |
| ------ | --- |
|        | Fatati (Ancona) partito: nel 1º di rosso al leone rampante d'oro; nel 2º fasciato di nero e d'argento di 8 pezzi; col capo d'Angiò (citato in (4) – Vol. III pag. 97) leone rampante di oro su rosso - fasciato di nero e di argento (8 pezzi) - capo d'Angiò (citato in LEOM) Motto: Fortes creantur fortibus et bonis |
|        | Fatinelli (Lucca) D'oro, a tre fasce di verde (citato in (9)) |
|        | Fatio o Fazio (Venezia) (FR) Parti d'or et d'azur, à une losange de l'un en l'autre (citato in JB Rietstap (archiviato dall'url originale il 15 gennaio 2016).) |
|        | Fatta (Palizzi, Palermo) Titolo: barone della Fratta; nobile dei baroni di Garbonogara; signore di Pellizzara; barone di Garbonogara; marchese di Alimena; principe di Belvedere d'azzurro, all'aquila d'argento sormontata da tre stelle d'oro ordinate in fascia (Fatta della Fratta) (citato in (4) – Vol. III pag. 97 e in (17)) aquila di argento su azzurro - 3 stelle (5 raggi) di oro poste in fascia in alto su azzurro (citato in LEOM) alias D'azzurro, con l'aquila d'argento, sormontata da tre stelle dello stesso (citato in (17)) alias partito: al 1º d'azzurro, all'aquila col volo abbassato, sormontata da tre stelle ordinate in fascia, il tutto d'argento (Fatta); al 2º troncato d'oro e di rosso, al tronco d'albero, nodoso, sradicato, dell'uno all'altro (Bosco) (Fatta di Belvedere) (citato in (4) – Vol. III pag. 97 e in (17)) aquila di argento ali (volo) abbassate su azzurro - 3 stelle (5 raggi) di argento poste in fascia in alto su azzurro - tronco di albero sradicato e nodoso troncato di rosso e di oro su troncato di oro e di rosso (citato in LEOM) Motto: Facta verba Notizie storiche in Famiglie nobili di Sicilia. Ulteriori notizie storiche in Famiglie nobili di Sicilia. Altre notizie storiche in Famiglie nobili di Sicilia. |
|        | Fattibene (Pistoia) Troncato di rosso e d'azzurro, al capro saliente attraversante d'oro alias Troncato d'argento e d'azzurro, al capro saliente attraversante dell'uno all'altro (citato in (9)) |
|        | Fattiboni (Cesena) Titolo: Patrizio di Cesena d'azzurro al leone al naturale, tenente la zampa destra appoggiata sopra un monte di tre cime di verde movente da una fascia di rosso attraversante (citato in (4) – Vol. III pag. 98) fascia di rosso su - leone rampante al naturale poggiante la zampa destra su monte a 3 cime di verde uscente dalla fascia su azzurro (citato in LEOM) |
|        | Fattiboni (Cesena) (la blasonatura non è stata ancora caricata) (citato in BLCW) Immagine in Blasone Cesenate. |
|        | Fattori (San Marino) albero di pino di verde su terrazzo dello stesso su oro (citato in LEOM) |
|        | Fattorini (Firenze) D'azzurro, alla torre d'argento sostenente due galli affrontati di nero, crestati e barbati di rosso (citato in (9)) |
|        | Fattorini (Firenze) D'argento, a due croci latine decussate di nero, accompagnate da due stelle a otto punte d'oro, 1.1 alias D'argento, a due croci latine dal piede potenziato di nero, decussate e accompagnate in capo da una stella a otto punte d'oro (citato in (9)) |

### Fau
| Stemma | Casato e blasonatura |
| ------ | --- |
|        | Faucon o Falcone o Falconis (Nizza, Barcellonetta) Titolo: signori di Ascros, Falicon, Lieucia, Santo Stefano e Isola Santo Stefano, Sauze, Rimplas, Roccasterone; consignori di Entraunes, Santa Margherita, La Torre di Utelle D'oro, a tre falconi di nero, con le ali spiegate, disposti in banda (citato in (11)) |
|        | Fauro (Venezia) (FR) Coupé d'or sur gueules, chaque compartiment ch. d'un F antique de sable (citato in JB Rietstap (archiviato dall'url originale il 13 gennaio 2016).) |
|        | Faussone (Siena, Torino) d'azzurro, alla banda d'oro Cimiero: un putto moro nascente, vestito di azzurro, alla banda di oro sul petto, la testa fasciata di argento, tenente una spada con due speroni d'oro, intrecciati, posti a sinistra di questa figura Motto: En Dieu (citato in (4) – Vol. III pag. 99) |
|        | Faussone Scaravello o Faussone di Lovencito (Mondovì) banda di oro su azzurro (citato in LEOM) |
|        | Faussone Scaravello o Faussone di Lovencito (Mondovì) torre di oro su azzurro - atrio di Napoleone di argento su rosso e sigla D.J. in lettere maiuscole puntate di argento ai lati - banda di oro su azzurro (citato in LEOM) |
|        | Fausti (Trevi) (la blasonatura non è stata ancora caricata) Notizie storiche nel sito della Associazione Pro Trevi. |
|        | Fauzone o Faussone o Fauzoni (Mondovì) Titolo: marchese di Clavesana, Montaldo; conte di Germagnano, Montelupo, Montmayeur, Moriondo e Lovencito, S. Albano, S. Giorgio, Villanova Mondovì; barone dell'Impero francese; signore di Nucetto, Viola, Montmayeur; consignore di Beinasco, Ceva, Govone, Lisio, Priocca, Vicoforte D'azzurro, alla banda d'oro (citato in (11) e in (19)) alias Inquartato, al 1° e 4° d'azzurro, al 2° e 3° fasciato d'oro e di nero, alla banda d'oro attraversante sul tutto (citato in (11)) alias Di rosso, a tre pali d'argento (citato in (11)) alias semipartito troncato, al 1º d'azzurro alla toorre d'oro; al 2º di barone ufficiale addetto alla casa dei principi (di rosso al portico aperto, di due colonne, d'argento, col frontone accompagnato dalle sile D.J. (Domus Julia) dello stesso); al 3º d'azzurro alla banda d'oro (arma napoleonica) (citato in (19)) Cimiero: un putto moro nascente, vestito di azzurro, alla banda di oro sul petto, la testa fasciata di argento, tenente una spada, con due speroni d'oro intrecciati, posti a sinistra di questa figura Motto: Si te fata vocant - En Dieu - Esperons en Dieu |

### Fav
| Stemma | Casato e blasonatura |
| ------ | --- |
|        | Fava (Bologna) fasciato innestato di verde e d'argento; al capo d'oro, caricato di un cane di bianco (citato in (6) – pag. 308) |
|        | Fava fasciato, innestato a onde contrapposte di verde e d'argento, col capo d'oro carico di un levriere al naturale, collarinato di rosso, corrente. (citato in (4) – Vol. III pag. 100) |
|        | Fava (Napoli, Salerno) d'argento alla campagna di verde sostenente un leone di rosso tenente nella branca destra un mazzetto di fave ed addestrato da un cervo il tutto al naturale (citato in (4) – Vol. III pag. 100) leone rampante di rosso su terrazzo di verde tenente nella zampa anteriore destra un mazzetto di fave al naturale su argento - cervo rampante al naturale sulla terrazza a sinistra su argento (citato in LEOM) |
|        | Fava (Scicli) (d'argento alla campagna di verde sostenente un leone di rosso tenente nella branca destra un mazzetto di fave ed addestrato da una donna d'oro, rivolta, tenente con la mano sinistra tre spighe dello stesso) (citato in Mango) |
|        | Fava (Piemonte) Di nero, a tre rose d'argento, con la fava di rosso, cucita e in abisso (citato in (11)) |
|        | Fava (Valenza Po, Savigliano) D'oro, alla pianta di fava al naturale, accompagnata da due stelle d'azzurro Motto: Non ultima frugum (citato in (11)) |
|        | Fava (Asti) D'argento, al braccio vestito di verde, tenente con la mano di carnagione tre piante di fava di verde, recise (citato in (11)) |
|        | Fava (Bologna) Titolo: conti Fasciato, innestato di verde e d'argento, con il capo d'oro, carico di un cane levriere al naturale, collarinato di rosso Motto: Tolle moras (citato in (11)) |
|        | Fava (Gargnano) destrocherio impugnante una pianta di fava (citato in Piovanelli) |
|        | Fava (Cesena) (la blasonatura non è stata ancora caricata) (citato in BLCW) Immagine in Blasone Cesenate. |
|        | Fava Ghislieri SImonetti (Bologna) inquartato: al 1º e 4º di Ghislieri, che è d'oro a tre bande di rosso; al 2º e 3º di Simonetti che è di rosso al raggio di oro di tre punte uscente dall'angolo destro del capo ed alla testa di leone, al naturale, uscente dall'angolo sinistro della punta; sul tutto di Fava cioè: fasciato, innestato a onde contrapposte di verde e d'argento, col capo d'oro carico di un levriere al naturale, collarinato di rosso, corrente. (citato in (4) – Vol. III pag. 100) fasciato ondato di verde e di argento - cane levriero corrente al naturale su oro in capo tutto su scudetto su - 3 bande di rosso su oro - raggio di oro a 3 punte uscente dal canton sinistro del capo su rosso - testa di leone al naturale uscente dall'angolo destro della punta su rosso (citato in LEOM) Motto: Tolle moras |
|        | Favagrossa (Milano) di rosso a quattro alberi di verde sulla terrazza erbosa. Il capo d'oro all'aquila di nero (citato in (4) – Vol. III pag. 101) 4 alberi uscenti da terrazzo tutto di verde su rosso - aquila di nero su oro in capo (citato in LEOM) |
|        | Favagrossa (Cremona) di rosso a quattro piante di fava di verde nutrite sulla pianura dello stesso; col capo d'oro all'aquila di nero (citato in BLCR) Immagine in Blasonario Cremonese (archiviato dall'url originale il 22 aprile 2017). |
|        | Favara (Mazara, Palermo, Trapani) Titolo: barone di Godrano; marchese della Gran Torre partito: al 1º d'oro, al monte al naturale, dal quale scaturisce un fiumicello d'argento; al 2º di argento, al secchio al naturale (citato in (4) – Vol. III pag. 102 e in (17)) monte al naturale da cui scaturisce un fiumicello di argento uscente dalla punta su oro - secchio al naturale su argento (citato in LEOM) Notizie storiche in Famiglie nobili di Sicilia. Ulteriori notizie storiche in Famiglie nobili di Sicilia. |
|        | Favara (Mazara del Vallo) 2 leoni controrampanti coronati di oro verso - albero di pino sradicato al naturale su azzurro - 2 stelle (6 raggi) di argento su azzurro in alto (citato in LEOM) |
|        | Favara (Mazara del Vallo, Palermo, Napoli) monte al naturale uscente dalla troncatura dal quale scaturisce una sorgente di argento su oro - secchio al naturale su argento (citato in LEOM) |
|        | Favara di Salemi (Sicilia) di azzurro a due leoni d'oro affrontati al tronco di un pino al naturale, sdradicato e sostenuto dalle radici di esso pino, questo sormontato da due stelle di sei raggi di argento ordinate in fascia nel capo (citato in (17)) Elmo di acciaio liscio, chiuso, posto in pieno profilo verso destra, ornato di cercine e svolazzi d'oro, d'argento e d'azzurro Notizie storiche in Famiglie nobili di Sicilia. |
|        | Favaro (Padova) Titolo: Nobile troncato di oro e di rosso ciascun punto all'A maiuscola gotica, dell'uno nell'altro (citato in (4) – Vol. III pag. 102) 2 lettere A gotiche poste in palo - una di rosso sull'oro del troncato di oro e di rosso - una di oro su rosso (citato in LEOM) |
|        | Favetti (Torino, Savigliano) Titolo: conti di Bosses troncato: di azzurro alla banda d'oro, e d'oro al castello di rosso, di tre torri (citato in (4) – Vol. III pag. 103 e in (11)) banda di oro su azzurro - castello (3 torri) di rosso uscente dalla punta su oro (citato in LEOM) |
|        | Favilli (Firenze) D'argento, alla fascia d'azzurro, accompagnata da due fiamme di rosso, 1.1 (citato in (9)) |
|        | Favini (Pescia) D'azzurro, alla pianta di fave sradicata al naturale, accompagnata da due stelle a otto punte d'oro, una nel cantone sinistro del capo e l'altra nel cantone destro della punta (citato in (9)) |
|        | Favini (Pescia) (DE) 1 Bohnenkraut, begleitet oben links und unten rechts von je 1 achtstrahligen Stern (citato in (20)) |
|        | Favotto (Pinerolo) D'argento, alla pianta di fava di verde sradicata, accompagnata in capo da due stelle di rosso (citato in (11)) |
|        | Favre (Vallese, Aosta) Titolo: signori di Courmayeur e Entrèves; consignori di Cly Di rosso, alla banda d'argento, carica di una crocetta del campo, trifogliata, con il piede aguzzo, ritirata verso il capo alias Inquartato, al 1° e 4° di Favre, al 2° e 3° d'Entrèves, che è d'argento, al castello sormontato da un sole, il tutto di rosso (citato in (11)) |

### Fay
| Stemma | Casato e blasonatura |
| ------ | --- |
|        | Fay (Torino) D'azzurro, a tre trifogli d'oro, 2, 1 Motto: Virtutis ad usu (citato in (11))                                              |
|        | Fazi (Firenze) D'oro, alla banda d'azzurro caricata di tre rose d'argento (citato in (9))                                               |
|        | Fazi (Tropea) D'azzurro al leone d'oro ed alla banda di rosso per inchiesta attraversante (citato in BLCL) Immagine in Tropea Magazine. |

### Faz
| Stemma | Casato e blasonatura |
| ------ | --- |
|        | Fazio o De Fazio (Napoli, Calabria) Titolo: Nobile di San Barbato d'azzurro al leone coronato di oro attraversato da una sbarra di rosso (citato in (4) – Vol. III pag. 103 e in (12)) sbarra di rosso su - leone rampante coronato di oro su azzurro (citato in LEOM) |
|        | Fazio o Facio (Messina) Titolo: baroni di Nassari di azzurro, al leone coronato d'oro ed una banda di rosso attraversante (citato in (4) – Vol. III pag. 104, in (12) e in (17)) d'azzurro, al leone d'oro, coronato del medesimo, attraversato alla banda di rosso (citato in Mango) banda di rosso su - leone rampante coronato di oro su azzurro (citato in LEOM) Notizie storiche in Famiglie nobili di Sicilia. |
|        | Fazio o Facio o de Fazio (Genova, La Spezia, Pavia) Titolo: Nobile, Patrizio di Genova Spaccato; nel primo d'azzurro al leone coronato di oro attraversato da una banda di rosso; nel secondo d'argento a tre bande di nero (citato in (7)) |
|        | Fazioli (Ancona) di argento al leone rampante di rosso (citato in (4) – Vol. III pag. 104) leone rampante di rosso su argento (citato in LEOM) |
|        | Fazzari o Fassari (Tropea, Gravina di Catania, Palermo) Titolo: patrizi di Tropea d'azzurro a tre pali d'oro col capo dello stesso caricato da una rosa di rosso (citato in (4) – Vol. III pag. 104, in DAlena, in (12) e in Mango) 3 pali di oro su azzurro - rosa di rosso su oro in capo (citato in LEOM) d'azzurro a tre pali d'oro; il capo d'oro caricato da una rosa di rosso (citato in BLCL) Cimiero: un leone illeopardito d'oro Tenenti: due uomini vestiti di gramaglia, il viso e le mani di carnagione Immagine e notizie storiche in Tropea Magazine. |
|        | Fazzari (?) (Tropea) (la blasonatura non è stata ancora caricata) (citato in BLCL) Immagine in Tropea Magazine. |
|        | Fazzari (Tropea) (LA) campum bipartitum pars superior aurata cum rosa rubra et tres medias columnas (citato in BLCL) Immagine e notizie storiche in Tropea Magazine. |
|        | Fazzi (Livorno) D'oro, all'aquila dal volo abbassato di nero, e alla fascia diminuita attraversante di rosso (citato in (9)) |
|        | Fazzi (Pistoia) D'oro, al castello turrito di due pezzi di rosso, fondato sulla campagna di verde e banderuolato di rosso, la bandiera caricata di uno scudetto rotondo del Popolo fiorentino (citato in (9)) |
|        | Fazzi (Prato) Di rosso, alla banda d'oro, accompagnata da due stelle a otto punte dello stesso, 1.1 alias Di rosso, alla banda d'oro, accompagnata da due stelle a sei punte dello stesso, 1.1 alias Di rosso, alla fascia d'oro, accompagnata da due stelle a otto punte dello stesso, 1.1 (citato in (9)) |
|        | Fazzuoli (Cortona) D'azzurro, alla fascia d'oro, accompagnata in capo da una rosa di rosso, e in punta da due monti di tre cime affiancati di verde, moventi dalla campagna di rosso (citato in (9)) |